# Tiny
Tiny es un municipio canadiense situado en la provincia de Ontario.

## Superficie
Tiny tiene una superficie de 335,05 km².

## Demografía
En 2021, tenía 12 966 habitantes, una densidad poblacional de 38,7 hab./km², y 9699 viviendas.